# 緒方昇
緒方 昇（おがた のぼる、1907年（明治40年）10月3日 - 1985年（昭和60年）11月19日）は、詩人。
熊本県出身。支那学者緒方南溟の次男。早稲田大学専門部政経部卒業。アナーキストとして大杉栄の労働運動社、黒色青年連盟に属し、詩作を行う。1929年東京日日新聞に入社。33年シナ留学生となり、敗戦まで日本と中国を往復する。35年逸見猶吉の勧めで草野心平の『歴程』に参加する。
戦後は毎日新聞論説委員、『毎日グラフ』編集長、編集局理事などを務めた。1947年高見順、菊岡久利らと『日本未来派』を創刊した。71年『魚仏詩集』で読売文学賞受賞。
釣りのエッセイもある。

## 著書
- 『支那裸像』大同出版社 1941
- 『支那採訪』東京日日新聞社 1941
- 『天下 詩集』日本未来派の会 1956
- 『魚ごころ釣ごころ』創思社 1962
- 『日子 詩集』風社 1962
- 『折れた竿 詩集』風社 1966
- 『魚との対話 釣りのエッセイ』現文社 1967
- 『釣魚歳時記』東京書房社 1972
- 『つりの道』二見書房 1976